# 何鲁

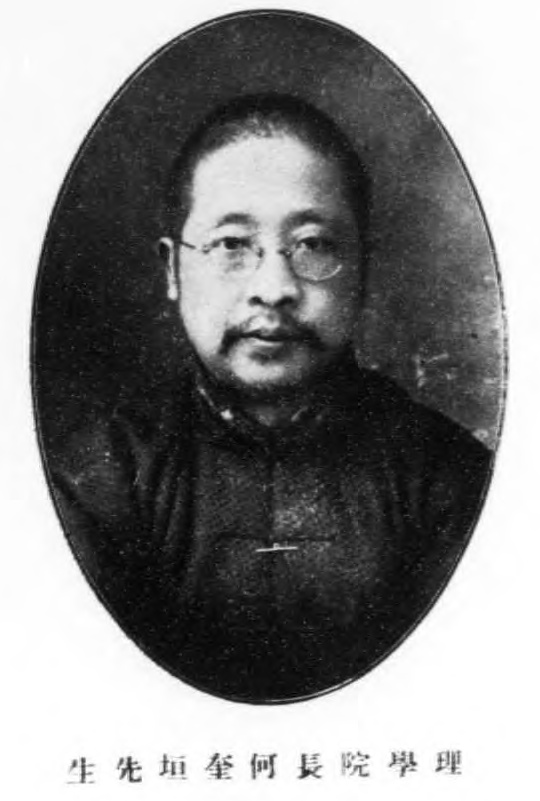

何鲁（1894年—1973年），字奎垣，男，四川广安人，中国数学家，曾任暨南大学教授、理学院院长，安徽大学校长，中华民国教育部部聘教授，第二、三、四届全国政协委员。
何鲁十岁考入成都机械学堂，三年后以成绩优异保送入南洋公学（上海交通大学前身），旋又转入北京清华学堂（今清华大学）就读，后因学潮被开除。1912年，以勤工俭学前往法国入里昂大学。1919年回国任东南大学（今南京大学）教授。曾先后在上海、安徽、四川、云南等地大学任教授、教务长、校长等。任教东南大学时，曾精心指导严济慈，资助其赴法留学。华罗庚成名作《堆垒素数论》写成后，当时教育部请他评审，他在审阅中，他为其写了长篇序言，并请政府给予颁发数学奖。吴有训、钱三强、赵忠尧、吴文俊等著名学者均为其门生。中华人民共和国成立后长期在北京师范大学任教。 